# Чакрабарти, Сума
Сэр Сумантра «Сума» Чакрабарти (англ. Suma Chakrabarti; род. 1959) — британский государственный служащий, занимавший пост президента Европейского банка реконструкции и развития (ЕБРР) с июля 2012 г. по июль 2020 г.. С конца 2007 года до 2012 года работал постоянным секретарём в Министерстве юстиции и клерком Короны в канцелярии.
Чакрабарти родился в 1959 году в городе Джалпайгури, Западная Бенгалия, Индия. В 1969 году он вместе с семьёй переехал Калькутту. Из-за восстания наксалитов семья Чакраборьи вынуждена была покинуть Индию.
Сума Чакраборти получил образование в школе лондонского Сити, Новом колледже Оксфорда (бакалавр философии, политики и экономики); и Университете Сассекса (магистр экономики развития).

## Карьера на государственной службе
Чакрабарти поступил на службу Администрации по развитию заморских территорий Великобритании (ODA), предшественнице Министерства международного развития, в 1984 году в качестве старшего помощника по экономическим вопросам, занимающегося вопросами макроэкономики и проектами помощи Великобритании. Ранее он работал в Ботсване. Он направлен правительством Великобритании в Международный валютный фонд и Всемирный банк в 1980-х годах. Впоследствии Чакрабарти стал главой отдела политики помощи и ресурсов МИДа.
Он перешёл в Казначейство Её Величества в 1996 году, а затем занял пост в кабинете министров, ответственный за создание нового центрального подразделения по вопросам эффективности и инноваций.
С 2007 по 2012 год он работал постоянным секретарём (старшим государственным служащим) в Министерстве юстиции Великобритании. В течение этого периода он также занимал должность клерка Короны в канцелярии и отвечал за управление канцелярией Короны под руководством лорда-канцлера. Он был назначен на этот пост 15 ноября 2007 года.
Также советник Президента Республики Узбекистан по вопросам экономического развития, эффективного управления и международного сотрудничества
С 2020 по 2023 год находился на должности внештатного советника Президента Республики Узбекистан по вопросам экономического развития. Сума Чакрабарти был назначен на этот пост 14 сентября 2020 года.
С 2020 по 2023 год также находился на должности внештатного советника Президента Республики Казахстан по вопросам экономического развития. Сума Чакрабарти был назначен на этот пост 14 сентября 2020 года.

## Президент ЕБРР
Чакрабарти был президентом два полных срока с 2012 по 2020 год.

## Научные звания
- Чакрабарти — почётный доктор наук университетов Сассекса и Восточной Англии, а также Бухарестской академии экономических исследований.